# Miletus heraeon
Miletus heraeon är en fjärilsart som beskrevs av Hans Fruhstorfer 1915. Miletus heraeon ingår i släktet Miletus och familjen juvelvingar. Inga underarter finns listade i Catalogue of Life.